# Hollywood Vampires (album d'Hollywood Vampires)
Hollywood Vampires est le premier album studio du supergroupe de rock américain Hollywood Vampires, formé en 2015 par Alice Cooper, Johnny Depp et Joe Perry pour honorer la musique des rock stars décédées d'excès dans les années 1970. Sorti le 11 septembre 2015 pour Republic Records, l'album présente plusieurs invités, entre autres, Paul McCartney, Robby Krieger, Orianthi, Dave Grohl, Sir Christopher Lee, Slash, Brian Johnson, Joe Walsh, Perry Farrell et Zak Starkey. L'album a été produit par Bob Ezrin qui a travaillé avec Alice Cooper et Pink Floyd dans le passé.

## Contenu
Lors de ses spectacles, Alice Cooper interprète souvent des reprises de chansons en hommage à ses copains buveurs, The Hollywood Vampires. Pour cet album de reprises, Cooper voulait des chansons spécifiques à leur début des années 1970. « Jim Morrison et Jimi Hendrix étaient bien sûr avant les Vampires », concéda-t-il. « Mais c'étaient comme des vampires précoces. Ils y seraient allé  tous les soirs. ».
Les chansons viennent dûment d'actes qui correspondent à la "tradition" du groupe original, à l'exception de deux nouvelles chansons de Cooper et Depp intitulées "My Dead Drunk Friends" et "Raise the Dead". Le titre "My Dead Drunk Friends" provient d'une phrase récente parmi les préférées de Cooper. De cela, Cooper dit : « Mes amis ivres morts, ils en auraient ri. C'était leur sens de l'humour. ».
À propos de l'apparition de McCartney, Depp a rappelé : « Nous enregistrons en direct... Alice me regarde avec ce petit regard confus et il prononce les mots : « Oh mon Dieu, c'est Paul McCartney ! », puis je regarde Joe Perry — un de mes héros de la guitare quand j'étais enfant — et il me regarde et il dit, « Jésus - regarde, mec, c'est Paul McCartney ! ». C'était formidable de voir ces deux énormes stars stupéfaites. ».
La première chanson est un extrait intitulé « The Last Vampire » dans lequel Christopher Lee récite un passage du roman Dracula de Bram Stoker. C'était l'enregistrement final de Lee pour un album avant sa mort en juin 2015.

## Liste des chansons
| No  | Titre                                              | Original Artist(s)          | Durée |
| --- | -------------------------------------------------- | --------------------------- | ----- |
| 1.  | The Last Vampire                                   | Chanson originale           | 1:35  |
| 2.  | Raise the Dead                                     | Chanson originale           | 3:31  |
| 3.  | My Generation                                      | The Who                     | 2:47  |
| 4.  | Whole Lotta Love                                   | Led Zeppelin                | 4:13  |
| 5.  | I Got a Line on You                                | Spirit                      | 2:48  |
| 6.  | Five to One / Break On Through (To the Other Side) | The Doors                   | 4:17  |
| 7.  | One / Jump into the Fire                           | Harry Nilsson               | 5:07  |
| 8.  | Come and Get It                                    | Badfinger                   | 2:59  |
| 9.  | Jeepster                                           | T. Rex                      | 2:43  |
| 10. | Cold Turkey                                        | Plastic Ono Band            | 3:07  |
| 11. | Manic Depression                                   | The Jimi Hendrix Experience | 2:43  |
| 12. | Itchycoo Park                                      | Small Faces                 | 2:55  |
| 13. | School's Out / Another Brick in the Wall (Part 2)  | Alice Cooper / Pink Floyd   | 5:14  |
| 14. | My Dead Drunk Friends                              | Chanson originale           | 4:30  |

| No | Titre | Durée |
| -- | ----- | ----- |

## Musiciens
- Alice Cooper : Chant, chœurs, guitare rythmique
- Johnny Depp : Guitares solo et rythmique, claviers, chant, chœurs
- Joe Perry : Guitares solo et rythmique, chant, chœurs
- Tommy Henriksen : Guitares solo et rythmique, claviers, chœurs

## Musiciens de studio
- Glen Sobel : Batterie
- Bruce Witkin : Basse, guitares, claviers, percussions, chant, chœurs

## Chanteurs invités
- Sir Christopher Lee – lecture sur (1)
- Brian Johnson – chant sur (4, 13)
- Perry Farrell – chant, chœurs sur (5, 7)
- Sir Paul McCartney – piano, basse et chant sur (8)

## Musiciens invités
- Justin Cortelyou – claviers (1) chœurs
- Bob Ezrin – claviers (1, 7, 11, 14),
- Charlie Judge – claviers (6)
- Orianthi – guitare (4)
- Joe Walsh – guitare (4, 5, 11)
- Robby Krieger – guitare (6, 7)
- Slash – guitare (13)
- Kip Winger – basse, chœurs (4, 5)
- Dennis Dunaway – basse (13)
- Zak Starkey – batterie (3, 4, 11)
- Abe Laboriel Jr. – batterie, chœurs (tracks 5, 6, 8)
- Dave Grohl – batterie (7)
- Neal Smith – batterie (13)